# Кунтіс-сліп
Кунтіс-сліп (англ. Coenties Slip) — вулиця у фінансовому районі Мангеттена в Нью-Йорку. Проходить на південний схід протягом двох кварталів у Нижньому Манхеттені від Перл-стріт до Саут-стріт. Дорога проходить додатковий квартал на північ від Перл Стріт до Стоун Стріт.
Спочатку спуск був штучним входом у Іст-Ривер для завантаження та розвантаження кораблів, який був засипаний землею в 1835 році. Уся довжина дороги є пішохідною вулицею, хоча до 2013 року квартал на північ від Вотер-стріт здійснювався автомобільний рух.

## Історія
Незважаючи на те, що квартал оточений хмарочосами, ряд будівель 19 століття все ще стоїть уздовж кварталу, який відкритий для транспортних засобів. Ці будівлі активно використовуються малими підприємствами. Блоки між Вотер-стріт і Фронт-стріт, а також між Фронт-стріт і Саут-стріт були видалені, щоб звільнити місце для нових висотних будівель. Частина 55 Ватер-стріт і частина В'єтнам-ветеранс-плази побудовані на землі, яка колись була частиною Кунтіс-сліп. І Кунтіс-сліп, і Кунтіс-алея названі на честь Конраета Тен Ейка та його дружини Антьє.